# Kommission für Geoinformationswirtschaft
Die Kommission für Geoinformationswirtschaft (auch GeoBusiness, GIW-Kommission) beim Bundesministerium für Wirtschaft und Energie existierte von 2004 bis 2016.

## Tätigkeit
Die Kommission für Geoinformationswirtschaft wurde als Mittler zwischen Wirtschaft und Verwaltung eingerichtet. Sie hatte das Ziel, die Rahmenbedingungen für die Nutzung von staatlichen Geodaten transparent, nachvollziehbar und deutschlandweit einheitlich zu gestalten.
Sie setzte sich aus Vertretern deutscher Wirtschaftsverbände zusammen, die in Anwendungsfeldern von Geodaten tätig sind.
Die Geschäftsstelle der Kommission war der Bundesanstalt für Geowissenschaften und Rohstoffe in Hannover angegliedert.
Die Gründungssitzung fand am 17. November 2004 unter der Leitung des damaligen Parlamentarischen Staatssekretärs beim Bundesminister für Wirtschaft und Arbeit Rezzo Schlauch statt.
Zum 31. Dezember 2016 stellte die Kommission ihren Betrieb ein.

## Durchgeführte Projekte
- Die Kommission stellte unter dem Namen GeoInfoMarkt ein Verzeichnis von geobasierten Internet-Diensten der öffentlichen Verwaltung und anderer Anbieter zur Verfügung.[6]
- Mit GeoLizenz.org stellte die Kommission eine einheitliche Lizenz für die Nutzung von Geodaten bereit.[7][8]
- Gemeinsam mit dem Verein Selbstregulierung Informationswirtschaft e.V. hat die Kommission einen Verhaltenskodex für die datenschutzkonforme Nutzung von Geodaten erarbeitet.[9]
- Zu weiteren Projekten der Kommission für Geoinformationswirtschaft gehörten[10]: GeoMore, GeoNetz, GeoRisiko, GeoRealEstate, GeoRohstoff und GeoWaldwirtschaft.

## Sonstiges
Die GIW-Kommission war regelmäßig auf der CeBIT und der Fachmesse Intergeo vertreten. Seit 2009 vergab GeoBusiness den mit 10.000 Euro dotierten GeoBusinessAward für innovative Geschäftsmodelle im Bereich der Geodaten.